# Folia Geobotanica et Phytotaxonomica
Folia Geobotanica et Phytotaxonomica (abreviado Folia Geobot. Phytotax.) fue una revista ilustrada con descripciones botánicas que fue editada en Praga. Fueron publicados los números 2 al 32 en los años 1967 a 1997. Fue precedida por Folia geobotanica et phytotaxonomica Bohemoslovaca y sustituida por Folia geobotanica. Pruhonice.